# Fue (canción)
Fue es una canción escrita y compuesta por Gustavo Cerati e interpretada por su banda Soda Stereo para el álbum Dynamo, en la undécima pista. La canción fue tocada en las giras Dynamo y Me Verás Volver. También se interpretó en la undécima gira Episodios Sinfónicos.

## Música
La canción empieza de golpe, con la batería de Charly Alberti, el bajo de Zeta Bosio, los sintetizadores de Daniel Melero y la voz de Gustavo Cerati. Luego, en el estribillo, se incorpora un rasgueo de la guitarra modulada de Gustavo. En algunas partes de la canción se escucha la trompeta de Flavio Etcheto. 
La canción ha sido reconocida como uno de los mejores temas de la banda, tanto por la crítica como por la opinión de los fanáticos.